# Ohlhof (Goslar)
Ohlhof ist ein Stadtteil der niedersächsischen Kreisstadt Goslar am Harz. Die Wohnsiedlung liegt nordöstlich der Altstadt von Goslar und hat 3.657 Einwohner. Ohlhof liegt zwischen der östlich verlaufenden B 6 und der westlich verlaufenden B 82.
Das Gut Ohlhof liegt nordöstlich vom eigentlichen Stadtteil. Aus einem ehemaligen Versorgungswerk des Klosters Neuwerk, wurde hier in den 2000er Jahren ein Wohngebiet. Dazu wurden ehemalige Stallungen und Wohnungen der Gutsmitarbeiter umgebaut. Auf einem kleinen Friedhof sind Mitglieder der Familie Siemens beigesetzt.

## Kultur und Sehenswürdigkeiten
- Auf dem Marktplatz von Ohlhof befindet sich als Kunst im öffentlichen Raum das Dukatenmännchen, das der Künstler Karl-Heinz Leidreiter 1991 geschaffen hat.[3]
- Die 1987 erbaute evangelisch-lutherische St.-Johannes-Kirche besitzt ein Taufbecken von 1015 aus der einstigen St.-Thomas-Kirche.[4]

## Straßen
- Der Daniel-Köppel-Weg wurde nach Johann Daniel Köppel (* um 1700; † zweite Hälfte des 18. Jahrhunderts) benannt, einem Baumeister des Barocks.
- Nach Francesco Mitta (1662–1721), einem Barock-Baumeister lombardischer Herkunft, ist der Franz-Mitta-Weg benannt.
- An den Forstmann und Politiker Alexander Grundner-Culemann (1885–1981) erinnert die Grundner-Culemann-Straße
- Der Dunantring ist nach Henry Dunant, dem Gründer der internationalen Rotkreuz- und Rothalbmondbewegung, benannt.

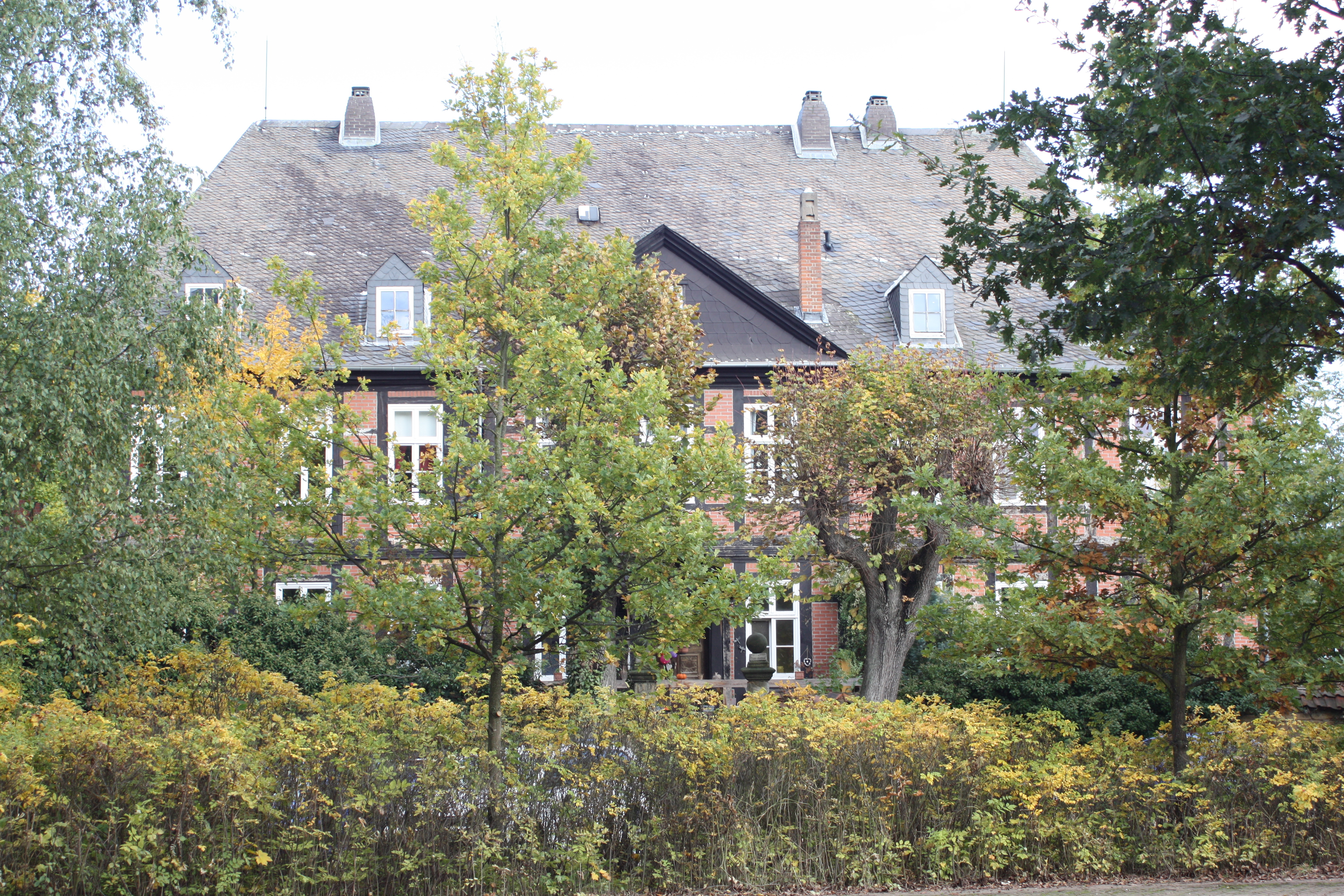
Gutshaus
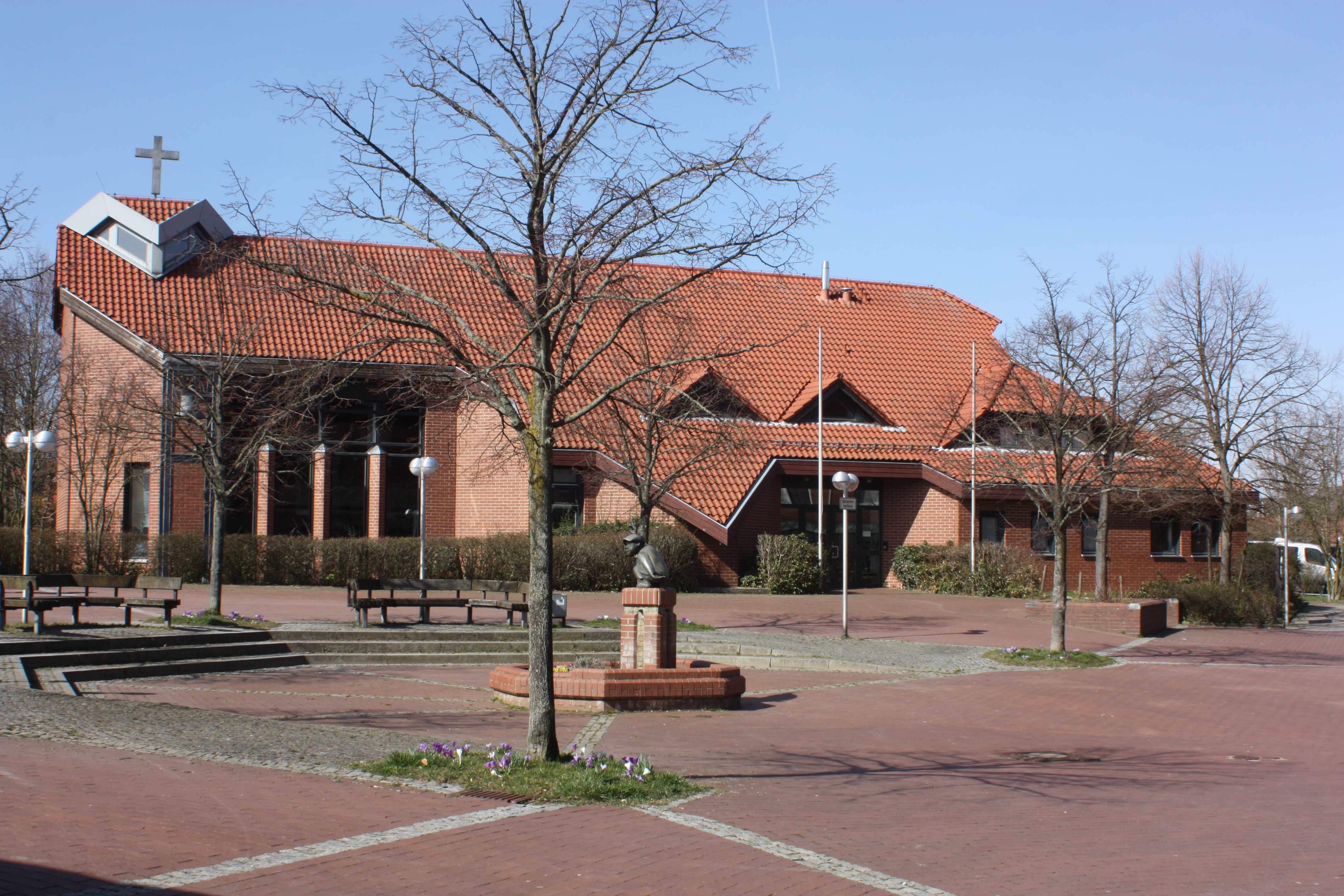
St. Johannes
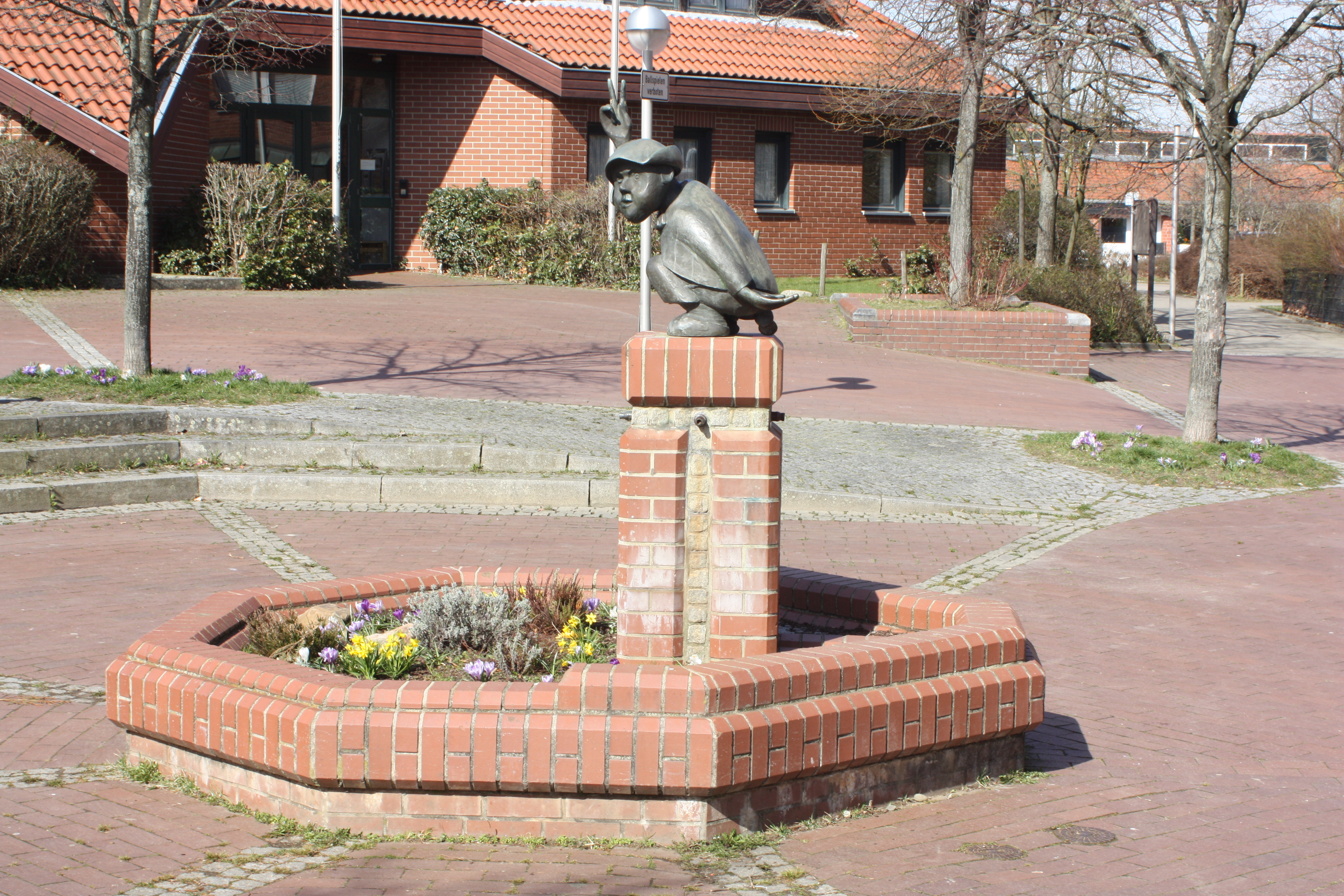
Brunnen im Zentrum
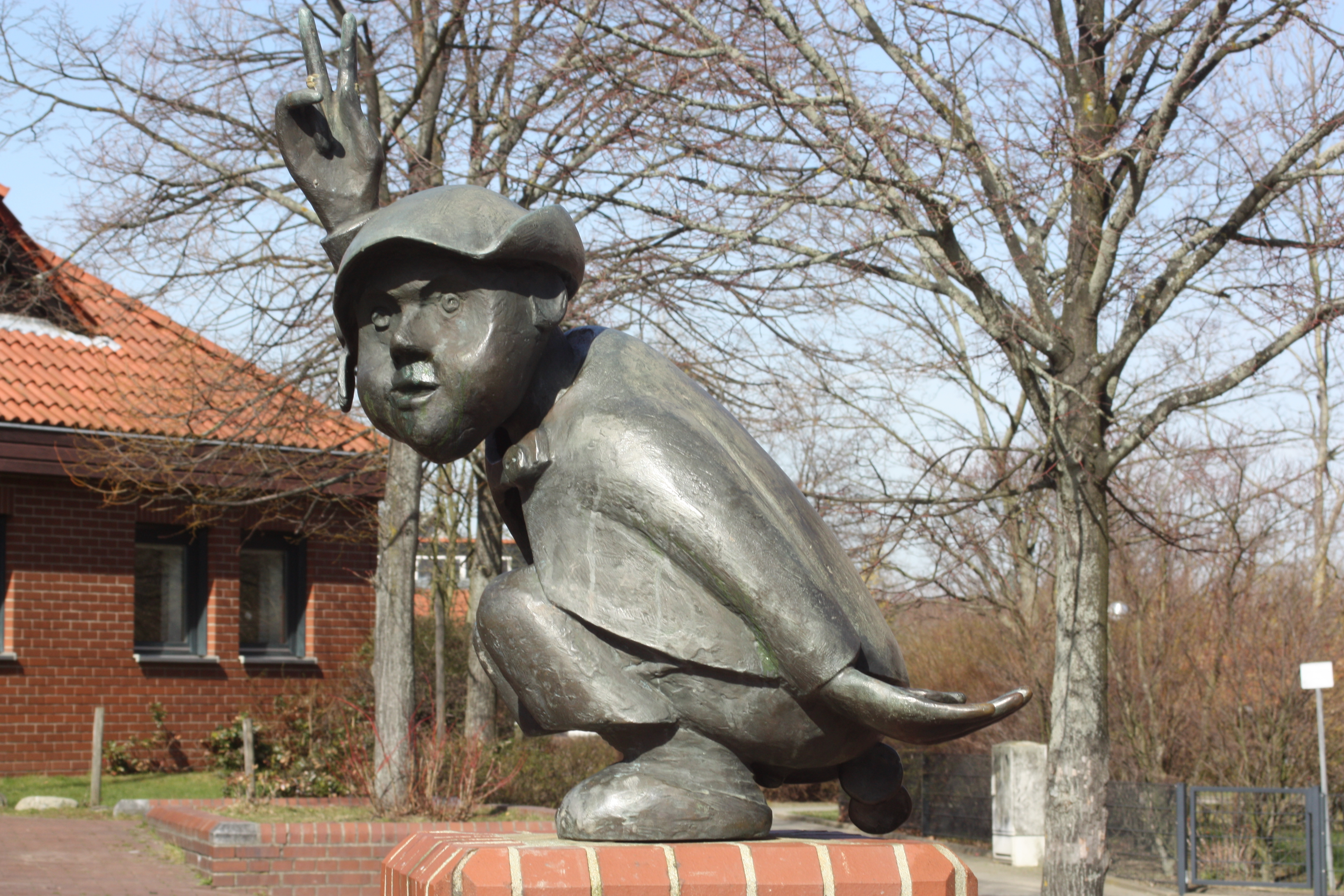
Dukatenmännchen